# Roly-Poly
《Roly-Poly》（韓語：롤리폴리）為韓國女子音樂組合T-ara的一首歌曲，也是她們的第二張迷你專輯《John Travolta Wannabe》之主打歌曲。此歌曲在2011年6月29日發行，8月1日創下了音源銷售額3億韓元歷史最高紀錄，而音源累積銷售收入更超過了25億韓元。
《Roly-Poly》是繼《Bo Peep Bo Peep》後連續三週在Mnet《M! Countdown》與SBS《人氣歌謠》獲得1位的歌曲，而《Roly-Poly》的銷售量超過了200萬張，下載次數更突破了400萬次。《Roly-Poly》成為當年南韓國家音樂榜單「加翁排行榜」年度榜首歌曲。

## 創作背景
在回歸樂壇前夕，T-ara透過媒體採訪表示，公布回歸的預告照片是以復古風格呈現，希望能勾起爸爸媽媽們的回憶。在採訪的過程中，T-ara告訴媒體想將《Roly-Poly》打造成一首國民歌曲。此歌曲是由新沙洞老虎與崔圭成（韓語：최규성）共同製作，《Roly-Poly》結合了80年代流行的迪斯可和現代音樂曲風，給人一種復古的味道。
結束宣傳期後，負責進行《Roly-Poly》製作的新沙洞老虎在2011年10月25日MBC電視台放送的談話節目「乘風破浪」表示：「《Roly-Poly》是看著餅乾寫出來的」，使節目現場十分歡樂。

## 音樂錄影帶
在劇情版的音樂錄影帶中，女主角正在打掃，在打掃的過程當中發現了年輕時的相簿。在相簿裡的泛黃相片與錄影帶中，想起年輕時曾經與其他的好朋友參加過聯誼並在唱民歌的中途退場並換裝進入舞廳。進入舞廳後由服務生給她們從美国进口过来的可口可乐並引領他們進入包廂。後來，T-ara進入舞池進行了《Roly-Poly》的舞蹈表演，隨後由成員寶藍的父親全永祿所擔任的DJ播放了Roly Poly，舞廳也隨之進行了舞蹈表演。

## 曲目列表
| 日文單曲： | 日文單曲：              | 日文單曲：                   | 日文單曲：         | 日文單曲： |
| 曲序       | 曲目                    |                              | 作曲               | 时长       |
| ---------- | ----------------------- | ---------------------------- | ------------------ | ---------- |
| 1.         | Roly-Poly（日文版）     | 新沙洞老虎、崔圭成、藤林聖子 | 新沙洞老虎、崔圭成 | 3:35       |
| 2.         | Roly-Poly（日文版伴奏） |                              | 新沙洞老虎、崔圭成 | 3:35       |

| 限量版DVD： | 限量版DVD：                           |
| 曲序        | 曲目                                  |
| ----------- | ------------------------------------- |
| 1.          | Roly-Poly (日文版) 音樂錄影帶         |
| 2.          | Roly-Poly (日文版) 音樂錄影帶製作花絮 |
| 3.          | Roly-Poly (日文版) 舞蹈版音樂錄影帶   |

## 發行歷史
| 語言   | 日期          | 形式     | 發行公司            |
| ------ | ------------- | -------- | ------------------- |
| 韓語版 | 2011年6月29日 | 數位下載 | Core Contents Media |
| 韓語版 | 2011年6月30日 | CD       | Core Contents Media |
| 日語版 | 2012年2月29日 | CD       | EMI Music Japan     |

## 排行榜
| 榜單名稱（2011年-2012年）    | 最高排名 |
| ---------------------------- | -------- |
| Gaon每週專輯榜               | 2        |
| Billboard韓國K-pop百強單曲榜 | 1        |
| Billboard日本百強單曲榜      | 5        |
| Oricon公信榜單週單曲排行     | 3        |
| RIAJ付費音樂下載榜百強單曲榜 | 15       |

| 榜單名稱（2011年） | 排名 |
| ------------------ | ---- |
| 南韓（Gaon）       | 1    |
| 南韓（Naver）      | 1    |

| 國家          | 最終銷量  |
| ------------- | --------- |
| 韓國 （數位） | 4,077,885 |
| 日本 （實體） | 62,774    |

| 《Roly-Poly》 | 1 |

## 獲獎紀錄
| 年份 | 活動               | 作品                     | 獎項                 | 結果 |
| ---- | ------------------ | ------------------------ | -------------------- | ---- |
| 2011 | Soompi Gayo Awards | Roly-Poly                | 年度歌曲             | 獲獎 |
| 2011 | 甜瓜音樂獎         | Roly-Poly （車恩澤執導） | 最佳音樂影片獎       | 獲獎 |
| 2011 | Mnet亞洲音樂大獎   | Roly-Poly                | 最佳女子組合舞蹈表演 | 提名 |
| 2011 | Mnet亞洲音樂大獎   | Roly-Poly                | 年度歌曲             | 提名 |
| 2012 | 首爾音樂獎         | Roly-Poly                | 數位音源賞           | 獲獎 |
| 2012 | Gaon Chart Awards  | Roly-Poly                | 年度歌手 - 7月份     | 獲獎 |

## 改编

### 重制改版
2011年8月1日，Core Contents Media宣布，迷你二輯《John Travolta Wannabe》將推出重新包裝的第三張迷你韓語專輯《Roly-Poly in Copacabana》，全球限量10,00張。這張專輯裡面將多收入《Roly-Poly》的歐陸重混版本《Roly-Poly in Copacabana》。歌名中「Copacabana」普及於20世紀80年代的迪斯可俱樂部。8月2日，主打單曲的音樂影片正式發布。
| 排行榜         | 最高 排名 |
| -------------- | --------- |
| Gaon每週專輯榜 | 3         |
| Gaon每月專輯榜 | 4         |
| Gaon年度專輯榜 | 65        |

### 音乐剧
2011年11月22日，音樂劇製作方透露媒體表示將有計畫進行東南亞的音樂劇公演，並於12月22日公開首個預告。
2012年1月4日，音樂劇製作方舉辦了製作發佈會，並由張慧珍、陳雅拉、李美拉、劉寶英、金在熙、尹英俊共同主演。而音樂劇的內容闡述著女高中生之間的友誼和愛情的故事。1月18日在城南市城南藝術中心舉行了試映會，會中製作方表示音樂劇僅在1月13日至2月25日在城南藝術中心上映。

## 评价与影響
新浪音樂的每週專題「韩国唱片综述」在2011年7月20日對於T-ara的音樂作品進行樂評，編者表示：「《Roly-Poly》是近期最亮眼的复古舞曲，有再次将复古风带动起来的实力。」
T-ara推出《Roly-Poly》後迅速引起大量的模仿熱潮熱潮，當年的單曲下載量高達400萬次，成為當年音源銷售榜冠軍。而經紀公司特別收錄70多個地區的粉絲的自拍片段，加以剪輯，製作成《Roly-Poly》的第三個版本音樂錄影帶。而這也是韓國史上第一個組合將粉絲的自拍影片剪輯成音樂錄影帶，讓韓流走向全球化。
2014年3月8日，T-ara與韓流始祖高耀太在MBC電視台播映的「音樂中心400集慶祝特典」中呈現了完美的復古舞台。當日T-ara表演了《Do you know me?》外，還與高耀太共同表演了《Roly-Poly》及《純情》，而此合作舞台在播映後於各大討論區中都備受好評。

### 惡搞

#### 金信英改編
2011年9月12日，MBC播映的綜藝節目「改变世界的Quiz」中，搞笑藝人金信英把《Roly-Poly》改編成《肉呀，快來》，引起許多關注。

#### 「Pig-ara」音樂錄影帶重製
2012年3月，由日本電視台所製作的深夜綜藝節目「接力Show!」的特別企劃「PV完全複製對決（日语：PV完コピ对决）」中，由大久保、箕輪遙、近藤村菜、黑澤、村上知子、大島美幸及柳原可奈子所組成的「PIG-ara」重製T-ara《Roly-Poly》的音樂錄影帶，使許多網友感到敬佩。半年後，該企劃再度將《Lovey-Dovey》進行惡搞。

#### SNL9的三分鐘女友惡搞
由南韓電視台tvN於2017年6月24日所播出的「SNL Korea」中，T-ara成員朴芝妍進行了「會中毒的女人」的環節，其中將《Roly-Poly》的副歌歌詞分別改成咖哩、哈莉·奎茵等，播出後引起熱烈的迴響。

### 都市傳說
T-ara的《Roly-Poly》前三句由居麗負責的歌詞傳出了不少的都市傳說：

#### 前三句歌詞倒轉聽到殺人訊息
2014年7月31日，Mnet電視台播送的「音談悖說」進行了恐怖特輯，節目中逆方向播放了（Backmasking）幾位歌手的歌曲，而在T-ara的《Roly-Poly》的前三句歌詞進行倒放後清楚聽見：「誰都不知道，我非常非常開心，我去殺你」，令當日在場的主持人與來賓感到不寒而栗。

#### 前三句歌詞的伴奏取自韓國恐怖童謠
2016年5月29日，南韓女子音樂團體EXID公布主打曲《L.I.E》的第二波預告，部分媒體發現該預告的旋律與T-ara的《Roly-Poly》前三句歌詞的旋律雷同，亦發現作曲家皆為新沙洞老虎。而此預告發佈後，批踢踢討論區也展開了一連串討論，經過交叉比對過後發現該段旋律是取自韓國恐怖童謠《好好藏起來（韓語：꼭꼭숨어라）》，引起不少的討論。

### 爭議

#### 音樂銀行放送事故
2011年8月5日，T-ara在KBS的音樂節目「音樂銀行」展開《Roly-Poly in Copacabana》的宣傳表演，而這場表演因為舞台音響裝置問題引發網友的輿論。

#### 新人團體提及相似的音樂風格
2017年6月下旬，韓國女子組合G-reyish推出新曲《Johnny GoGo（韓語：쟈니고고）》採用同樣的80年代Disco風與現代流行音樂元素，在接受《FN News》的採訪時稱「T-ara在經歷多個活動後才呈現復古的概念」，又說「我們希望我們一出道就能呈現復古風格，讓粉絲能在未來對我們印象深刻」，引起許多粉絲熱議。